# Pleasant Valley Wildlife Sanctuary
Das Pleasant Valley Wildlife Sanctuary ist ein 1.142 Acres (4,6 km²) umfassendes Schutzgebiet bei Lenox im Bundesstaat Massachusetts der Vereinigten Staaten. Es wird von der Massachusetts Audubon Society verwaltet.

## Schutzgebiet
Das Schutzgebiet befindet sich am Lenox Mountain und umfasst Wälder, Wiesen und Feuchtgebiete, in denen eine große Biber-Kolonie anzutreffen ist. Besuchern stehen 7 mi (11,3 km) Wanderwege zur Verfügung.